# Saint-André-de-Bohon
Saint-André-de-Bohon – miejscowość i gmina we Francji, w regionie Normandia, w departamencie Manche.
Według danych na rok 1990 gminę zamieszkiwało 258 osób, a gęstość zaludnienia wynosiła 25 osób/km² (wśród 1815 gmin Dolnej Normandii Saint-André-de-Bohon plasuje się na 633. miejscu pod względem liczby ludności, natomiast pod względem powierzchni na miejscu 484.).